# BioBrick
BioBrick (БиоБлок) — последовательности ДНК, предназначенные для сборки рестриктазно-лигазным методом, которые используются для разработки и создания искусственных биологических систем с определенными свойствами. C 2008 года признается ведущим стандартом синтетической биологии. После разработки на компьютере, код, как правило, внедряют в живые клетки, например Escherichia coli, чтобы придать им новые функции.

## Иерархия стандарта
Стандарт имеет трехуровневую иерархическую систему, на которой основана cинтетическая биология:
1. Части: последовательность ДНК, которая формирует функциональную единицу (например промоторы, сайты связывания рибосом, кодирующие последовательности, терминаторные последовательности и пр.)
2. Устройства: набор соединённых воедино взаимодополняющих частей, обладающий заданной функцией;
3. Системы: набор устройств, выполняющих высокоуровневые задачи;

## Преимущества стандарта
Стандарт разработан в MIT с целью применения инженерных принципов абстракции и модульности в области программирования биологических систем и живых организмов. Преимущества стандартизированного подхода Biobrick:
- высокая скорость сборки последовательностей;
- надежность высокоуровневых систем увеличивается за счет возможности независимо тестировать и классифицировать отдельные, более низкоуровневые, части и устройства;
- потенциал большего охвата участников (ученых и специалистов) по сравнению с классическими подходами;

## История BioBrick

### 2003
Стандарт BioBrick был описан и представлен Томом Найтом в MIT. С этого момента различные исследовательские группы начали использовать BioBrick для создания новых биологических устройств и систем.

### 2006
В 2006 году инженерами и учеными была основана некоммерческая организация BioBricks Foundation с целью стандартизировать биологические части в данной области науки.

### 2008
С начала проекта уже более 2000 элементов BioBrick были выложены в открытый доступ и доступны в Реестре Стандартных биологических частей. BioBrick признается ведущим стандартом синтетической биологии

### 2015
В соревнованиях iGEM 2015 приняло участие 5018 участников (280 команд) из 38 стран 

### 2017
В соревнованиях iGEM 2017 приняло участие 5400 участников (310 команд).

### 2018
В Каталоге частей BioBrick было уже более 20000 задокументированных генетических частей. Данные части доступны для свободного использования командам iGEM и академическим лабораториям .

## Альтернативные стандарты
Первая попытка создать список стандартизированных биологических частей NOMAD была предпринята в 1996 году группой учёных под руководством Д. Ребатчука. Его команда представили стратегию клонирования для сборки коротких фрагментов ДНК. Но эта ранняя попытка не получила широкого распространения.

## Смотреть также
- Хронология биотехнологий
- Словарь терминов биотехнологии